# 斯莫列維奇區
斯莫列維奇區（羅馬化：Smolevichskiy rayon）是白俄羅斯中部明斯克州的一個區，行政中心为斯莫列維奇，面積1,394.14平方公里，2009年人口42,917，人口密度每平方公里30.72人。当地建有中国-白俄罗斯工业园。